# Jimmy Carter et l'incident du lapin

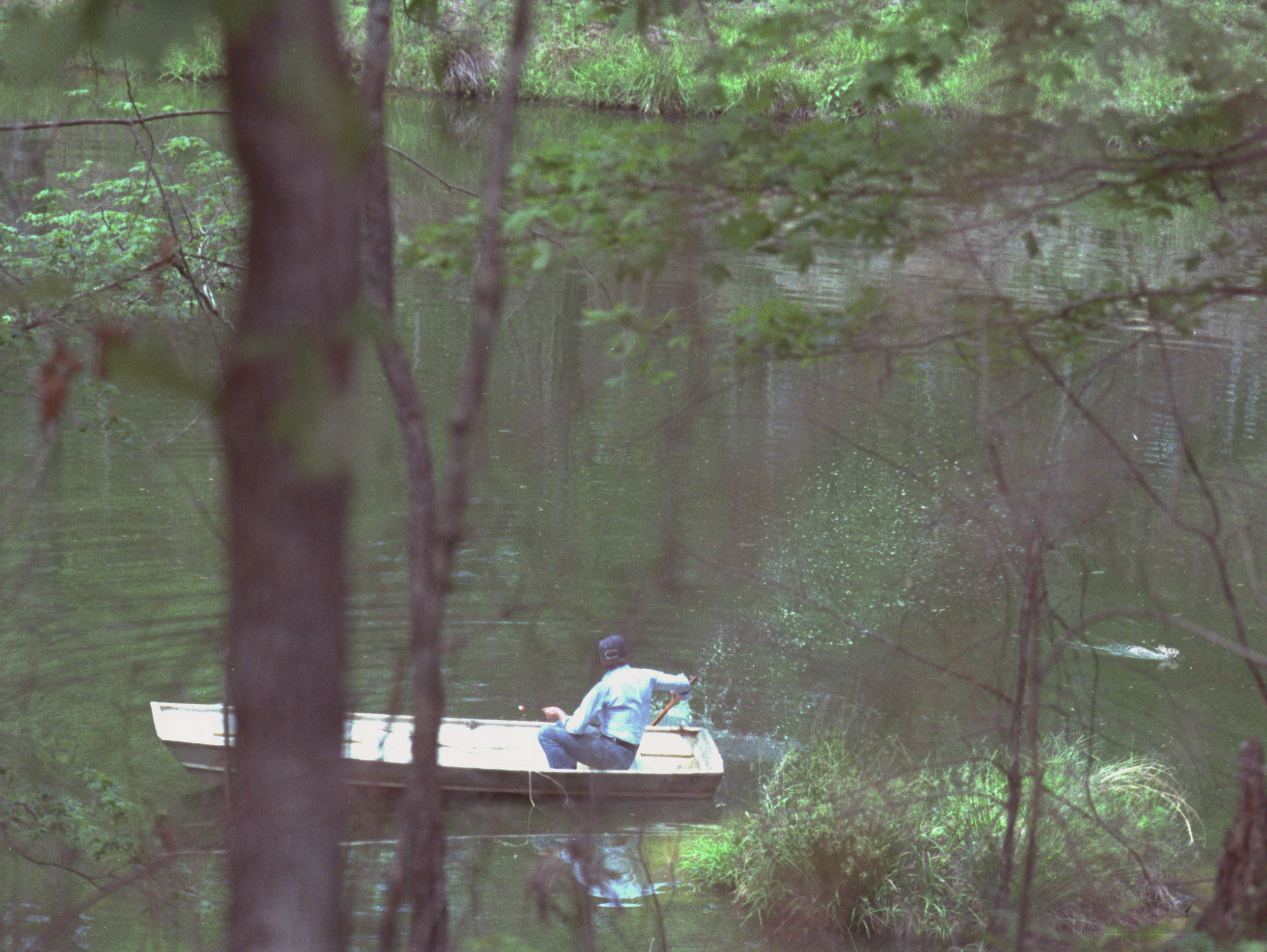
La photo de Carter et du lapin.

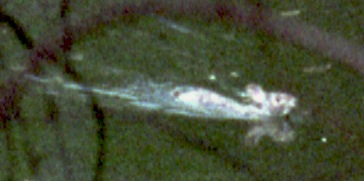
Détail du lapin nageant et s’éloignant de la barque.

L’incident de Jimmy Carter et du lapin, surnommé « l’attaque du lapin tueur » par les médias, est l’affaire d’un lapin aquatique (Sylvilagus aquaticus) qui essaya de monter dans la barque du président américain le 20 avril 1979.

## Histoire
Le président des États-Unis Jimmy Carter était en train de pêcher, seul dans une barque, près de son village natal de Plains, en Géorgie, quand un lapin s’approcha à la nage de l’embarcation, « sifflant de manière menaçante, ses dents visibles, ses narines ouvertes et allant directement vers le président ». Le lapin essaya désespérément de monter dans l’embarcation, et Carter tenta de l’en éloigner en agitant une rame devant lui.
De retour à son bureau, Jimmy Carter raconta sa mésaventure à ses employés, qui refusèrent de le croire, prétendant que les lapins ne pouvaient pas nager, ou qu’ils ne s’approcheraient jamais d’une personne de manière agressive. Toutefois, l’incident fut confirmé plus tard par une photo prise par un photographe de la Maison-Blanche.
Le 28 août 1979, le porte-parole de la Maison-Blanche Joseph Powell mentionna l’incident à un correspondant de l’Associated Press, Brooks Jackson, qui écrivit un article sur le sujet le lendemain. « President Attacked by Rabbit » (« Le président attaqué par un lapin ») était à la une du Washington Post, mais le refus de la Maison-Blanche de publier la photo eut pour résultat la publication d’une caricature à sa place, en l’occurrence une parodie des Dents de la mer (Jaws en anglais), représentant un lapin sous le titre « Paws » (« pattes »). Les médias surnommèrent aussi le lapin le « Killer Rabbit » (« le Lapin Tueur »), en référence au lapin vorpal du film Monty Python : Sacré Graal !.
La Maison-Blanche s’obstina et refusa de publier la photo jusqu’au mandat de Ronald Reagan.
Dans son livre The Other Side of the Story, publié en 1986, Joseph Powell raconte l’incident :
« En y regardant de plus près, l’animal s’avéra être un lapin. Pas un de ces lapins tout mignons, genre lapin de Pâques, mais un de ces trucs énormes avec de grands pieds qu’on appelait « lapins aquatiques » quand j’étais petit. L’animal était clairement en détresse, ou peut-être fou furieux. Le président avoua avoir peu d’expérience avec les lapins enragés. Il n’a pas pu arriver à une conclusion définitive concernant l’état mental du lapin. Ce qui était évident, toutefois, c’était que ce grand animal mouillé, sifflant bizarrement et grinçant de ses dents, était déterminé à monter dans le bateau présidentiel. »
L’incident du lapin fut réutilisé par les opposants politiques de Jimmy Carter pour illustrer une présidence qu’ils considéraient, selon les mots du Washington Post, « maladroite et faible ».
Le sort du lapin demeure un mystère.